# Campionati europei di ciclismo su strada 2016 - Cronometro femminile Under-23
La cronometro femminile Under-23 dei Campionati europei di ciclismo su strada 2016, ventesima edizione della prova, si disputò il 15 settembre 2016 su un percorso di 25,4 km con arrivo a Plumelec, in Francia. La medaglia d'oro fu appannaggio della russa Anastasiia Iakovenko, il quale completò il percorso con il tempo di 39'35"87, alla media di 38,501 km/h; l'argento andò alla bielorussa Kseniya Tuhai e il bronzo alla tedesca Lisa Klein.
A Plumelec 26 cicliste portarono a termine la competizione.

## Ordine d'arrivo (Top 10)
| Pos. | Corridore             | Squadra     | Tempo    |
| ---- | --------------------- | ----------- | -------- |
| 1    | Anastasiia Iakovenko  | Russia      | 39'35"87 |
| 2    | Kseniya Tuhai         | Bielorussia | a 10"    |
| 3    | Lisa Klein            | Germania    | a 12"    |
| 4    | Riejanne Markus       | Paesi Bassi | a 13"    |
| 5    | Olga Shekel           | Ucraina     | a 14"    |
| 6    | Cecilie Uttrup Ludwig | Danimarca   | a 22"    |
| 7    | Corinna Lechner       | Germania    | a 28"    |
| 8    | Katrine Aalerud       | Norvegia    | a 30"    |
| 9    | Severine Eraud        | Francia     | a 43"    |
| 10   | Alicja Ratajczak      | Polonia     | a 50"    |